# Alexandru Bogdan
Alexandru Bogdan (n. 19 mai 1941, București, România – d. 10 octombrie 2021) a fost un medic veterinar român, membru corespondent al Academiei Române, din 1991.

## Controverse
Pe 16 iulie 2014, procurorii DNA l-au anunțat că este urmărit penal pentru săvârșirea infracțiunii de folosire a influenței ori autorității de o persoană care îndeplinește o funcție de conducere într-un partid, într-un sindicat sau patronat ori în cadrul unei persoane juridice fără scop patrimonial, în scopul obținerii pentru sine ori pentru altul de bani, bunuri sau alte foloase necuvenite, în formă continuată.